# Hollywood (Africa)
«Hollywood (Africa)» es una canción de los Red Hot Chili Peppers, incluida en su segundo álbum Freaky Styley, lanzado en 1985. Es el segundo tema del disco, y fue lanzada como Sencillo en ese mismo año. Es un cover de la canción "Africa" de The Meters.
- Datos: Q2472537